# The Dying Light
The Dying Light è un singolo del musicista britannico Sam Fender, pubblicato il 14 dicembre 2021.

## Video musicale
Il video musicale è stato realizzato come lyric video.

## Tracce
1. The Dying Light – 3:57